# راينر فون فيانت
راينر فون فيانت (Rainer von Fieandt؛ توركو، 26 ديسمبر 1890 - هلسنكي، 28 أبريل 1972) سياسي فنلندي غير متحزب شغل منصب رئيس وزراء فنلندا السابع والثلاثين سنة 1957 حتى 1958، كان رينو أويتينن نائبه خلال ولايته.
درس القانون، ثم عمل كمحام. وكان على رأس مجلس إدارة مصرف فنلندا. حصل راينر فون فيانت على لقب وزير فخري عام 1941.

## روابط خارجية
- راينر فون فيانت على موقع مونزينجر (الألمانية)